# Арне Нюберг
Арне Нюберґ (швед. Arne Nyberg, нар. 20 червня 1913, Сеффле — пом. 12 серпня 1970) — шведський футболіст, що грав на позиції нападника за «Гетеборг» та національну збірну Швеції.

## Клубна кар'єра
У дорослому футболі дебютував виступами за команду клубу «Сіфгелла» з рідного Сеффле. 
1932 року перейшов до клубу «Гетеборг», за який відіграв 18 сезонів. У складі «Гетеборга» був одним з головних бомбардирів команди, маючи середню результативність на рівні 0,44 гола за гру першості. Завершив професійну кар'єру футболіста виступами за команду «Гетеборг» у 1950 році
Помер 12 серпня 1970 року на 58-му році життя у місті.

## Виступи за збірну
1935 року дебютував в офіційних матчах у складі національної збірної Швеції. Протягом кар'єри у національній команді, яка тривала 12 років, провів у формі головної команди країни 31 матч, забивши 18 голів.
У складі збірної був учасником чемпіонату світу 1938 року у Франції.